# Baanwielrennen op de Paralympische Zomerspelen 2020 - Achtervolging mannen C4
De baanwielrennen Achtervolging mannen C4 tijdens de Paralympische Zomerspelen 2020 vond plaats in de Izu Velodrome, Japan. Deze klasse is voor de renners die beperkingen hebben aan de benen, armen en/of romp, maar wel in staat zijn een standaardracefiets te gebruiken.

## Opzet competitie
De competitie begint met een kwalificatieronde waarin het een onderlinge race tussen de 7 renners omvat; alle 7 renners worden verdeeld in 4 heats (dus 1 heat bestaat normaliter uit 2 renners, maar doordat er maar 7 renners deelnamen moest de Braziliaanse renner Andre Luiz Grizante alleen rijden). De twee snelste renners in de kwalificatie kwalificeren zich voor de gouden finale, terwijl de derde en vierde snelste zich kwalificeren voor de de bronzen finale, waar ze tegen elkaar zullen racen. De afstand van dit evenement bedraagt 4 km. Zowel de finales als de kwalificatieronde worden op één dag verreden.

## Uitslag

### Kwalificatie
| # | Heat | Renner | Renner              | tijd     | tijd   |
| - | ---- | ------ | ------------------- | -------- | ------ |
| 1 | 4    | SVK    | Jozef Metelka       | 4:22.772 | GF, WR |
| 2 | 3    | ROM    | Carol-Eduard Novak  | 4:31.212 | GF     |
| 3 | 2    | COL    | Diego Germán Dueñas | 4:35.230 | GB     |
| 4 | 4    | IRL    | Ronan Grimes        | 4:37.693 | GB     |
| 5 | 3    | RPC    | Sergei Pudov        | 4:43.725 |        |
| 6 | 2    | INA    | Fadli Immammuddin   | 4:50.393 |        |
| 7 | 1    | BRA    | Andre Luiz Grizante | 5:01.461 |        |

### Gouden finale
| #      | Renner | Renner             | tijd |
| ------ | ------ | ------------------ | ---- |
| Goud   | SVK    | Jozef Metelka      |      |
| Zilver | ROM    | Carol-Eduard Novak | OVL  |

### Bronzen finale
| #     | Renner | Renner              | tijd     |
| ----- | ------ | ------------------- | -------- |
| Brons | COL    | Diego Germán Dueñas | 4:35.607 |
| 4     | IRL    | Ronan Grimes        | 4:37.001 |